# Get Your Sting and Blackout World Tour
Il Get Your Sting and Blackout World Tour (novembre 2011-dicembre 2012: Final Sting World Tour, 2013-2014: Rock 'n' Roll Forever Tour, 2015-2016:  Return to Forever / 50th Anniversary Tour) è un tour mondiale della rock band tedesca Scorpions. È partito in seguito alla pubblicazione dell'album Sting in the Tail nel 2010. Poco prima dell'inizio del tour, i membri degli Scorpions avevano annunciato che questa sarebbe stata la loro ultima serie di concerti prima di ritirarsi; tuttavia, il gruppo ha poi cambiato questa decisione.

## Formazione
- Klaus Meine – voce, chitarra in Coast to Coast
- Matthias Jabs – chitarra solista, cori
- Rudolf Schenker – chitarra ritmica, cori
- Paweł Mąciwoda – basso, cori
- James Kottak – batteria, percussioni, cori
- Johann Franzon – batteria, percussioni, cori (sostituto di James Kottak dall'aprile 2014 al settembre 2014)

## Date
| Data                                      | Città                                  | Paese                                  | Luogo                                         |
| Get Your Sting and Blackout World Tour    | Get Your Sting and Blackout World Tour | Get Your Sting and Blackout World Tour | Get Your Sting and Blackout World Tour        |
| Europa                                    | Europa                                 | Europa                                 | Europa                                        |
| ----------------------------------------- | -------------------------------------- | -------------------------------------- | --------------------------------------------- |
| 15 marzo 2010                             | Praga                                  | Rep. Ceca                              | O2 Arena                                      |
| 18 marzo 2010                             | Mosca                                  | Russia                                 | Megasport Arena                               |
| 10 aprile 2010                            | Mons                                   | Belgio                                 | Power Prog & Metal Festival                   |
| 22 aprile 2010                            | Ostrava                                | Rep. Ceca                              | Prokešovo Náměstí                             |
| 29 aprile 2010                            | Minsk                                  | Bielorussia                            | Minsk-Arena                                   |
| 7 maggio 2010                             | Lipsia                                 | Germania                               | Arena Leipzig                                 |
| 8 maggio 2010                             | Monaco di Baviera                      | Germania                               | Olympiahalle                                  |
| 12 maggio 2010                            | Francoforte sul Meno                   | Germania                               | Festhalle Frankfurt                           |
| 14 maggio 2010                            | Stoccarda                              | Germania                               | Schleyer-Halle                                |
| 15 maggio 2010                            | Longirod                               | Svizzera                               | Long 'I' Rock Music Open Air                  |
| 19 maggio 2010                            | Parigi                                 | Francia                                | L'Olympia                                     |
| 21 maggio 2010                            | Liévin                                 | Francia                                | Stade Couvert Régional                        |
| 22 maggio 2010                            | Strasburgo                             | Francia                                | Zénith de Strasbourg                          |
| 29 maggio 2010                            | Berlino                                | Germania                               | O2 World                                      |
| 30 maggio 2010                            | Zwickau                                | Germania                               | Zwickau Stadthalle                            |
| 1º giugno 2010                            | Hannover                               | Germania                               | TUI Arena                                     |
| 5 giugno 2010                             | Giannina                               | Grecia                                 | Stadio Zosimades                              |
| 7 giugno 2010                             | Salonicco                              | Grecia                                 | Stadio Makedonikos                            |
| 9 giugno 2010                             | Patrasso                               | Grecia                                 | Stadio Pampeloponnisiako                      |
| 12 giugno 2010                            | Recklinghausen                         | Germania                               | Stadtgarten am Festspielhaus                  |
| Nord America                              |                                        |                                        |                                               |
| 18 giugno 2010                            | Holmdel                                | Stati Uniti                            | PNC Bank Arts Center                          |
| 19 giugno 2010                            | Columbia                               | Stati Uniti                            | Merriweather Post Pavilion                    |
| 22 giugno 2010                            | Wantagh                                | Stati Uniti                            | Nikon at Jones Beach Theater                  |
| 23 giugno 2010                            | Gilford                                | Stati Uniti                            | Meadowbrook U.S. Cellular Pavilion            |
| 25 giugno 2010                            | Quebec City                            | Canada                                 | Pavillon de la Jeunesse                       |
| 26 giugno 2010                            | Montréal                               | Canada                                 | Centre Bell                                   |
| 27 giugno 2010                            | Toronto                                | Canada                                 | Molson Amphitheatre                           |
| 1º luglio 2010                            | Clarkston                              | Stati Uniti                            | DTE Energy Music Theatre                      |
| 2 luglio 2010                             | Milwaukee                              | Stati Uniti                            | Summerfest                                    |
| 5 luglio 2010                             | Pittsburgh                             | Stati Uniti                            | Trib Total Media Amphitheatre                 |
| 6 luglio 2010                             | Cleveland                              | Stati Uniti                            | Time Warner Cable Amphitheater                |
| 8 luglio 2010                             | Sarnia                                 | Canada                                 | Sarnia Bayfest                                |
| 10 luglio 2010                            | Nashville                              | Stati Uniti                            | Bridgestone Arena                             |
| 11 luglio 2010                            | Memphis                                | Stati Uniti                            | Mud Island Amphitheatre                       |
| 14 luglio 2010                            | Atlanta                                | Stati Uniti                            | Verizon Wireless Amphitheatre at Encore Park  |
| 16 luglio 2010                            | Miami                                  | Stati Uniti                            | Bayfront Park Amphitheatre                    |
| 17 luglio 2010                            | Tampa                                  | Stati Uniti                            | MidFlorida Credit Union Amphitheatre          |
| 19 luglio 2010                            | New Orleans                            | Stati Uniti                            | Mahalia Jackson Theater                       |
| 21 luglio 2010                            | Grand Prairie                          | Stati Uniti                            | Verizon Theatre at Grand Prairie              |
| 23 luglio 010                             | San Antonio                            | Stati Uniti                            | AT&T Center                                   |
| 24 luglio 2010                            | Oklahoma City                          | Stati Uniti                            | Zoo Amphitheater                              |
| 26 luglio 2010                            | Albuquerque                            | Stati Uniti                            | Journal Pavilion                              |
| 27 luglio 2010                            | Phoenix                                | Stati Uniti                            | Comerica Theatre                              |
| 29 luglio 2010                            | Ontario                                | Stati Uniti                            | Citizens Business Bank Arena                  |
| 31 luglio 2010                            | Los Angeles                            | Stati Uniti                            | Nokia Theatre                                 |
| 1º agosto 2010                            | Concord                                | Stati Uniti                            | Concord Pavilion                              |
| 3 agosto 2010                             | Las Vegas                              | Stati Uniti                            | Thomas & Mack Center                          |
| 4 agosto 2010                             | West Sacramento                        | Stati Uniti                            | Raley Field                                   |
| 6 agosto 2010                             | Roseburg                               | Stati Uniti                            | Douglas County Fairgrounds                    |
| 7 agosto 2010                             | Ridgefield                             | Stati Uniti                            | Sleep Country Amphitheater                    |
| 9 agosto 2010                             | Calgary                                | Canada                                 | Southern Alberta Jubilee Auditorium           |
| 10 agosto 2010                            | Edmonton                               | Canada                                 | Shaw Conference Centre                        |
| 13 agosto 2010                            | Sturgis                                | Stati Uniti                            | Sturgis Motorcycle Rally                      |
| 14 agosto 2010                            | Billings                               | Stati Uniti                            | Montana State Fair                            |
| 16 agosto 2010                            | West Valley City                       | Stati Uniti                            | USANA Amphitheatre                            |
| 17 agosto 2010                            | Broomfield                             | Stati Uniti                            | 1stBank Center                                |
| 20 agosto 2010                            | Moline                                 | Stati Uniti                            | iWireless Center                              |
| 21 agosto 2010                            | Rosemont                               | Stati Uniti                            | Rosemont Theatre                              |
| 4 settembre 2010                          | Monterrey                              | Messico                                | Monterrey Arena                               |
| 7 settembre 2010                          | Città del Messico                      | Messico                                | Palacio de los Deportes                       |
| Sud America                               |                                        |                                        |                                               |
| 9 settembre 2010                          | Bogotà                                 | Colombia                               | Simón Bolívar Park                            |
| 11 settembre 2010                         | João Pessoa                            | Brasile                                | Sun Rock Festival                             |
| 13 settembre 2010                         | Buenos Aires                           | Argentina                              | Luna Park                                     |
| 14 settembre 2010                         | Santiago                               | Cile                                   | Movistar Arena                                |
| 16 settembre 2010                         | La Paz                                 | Bolivia                                | Estadio Hernando Siles                        |
| 18 settembre 2010                         | San Paolo                              | Brasile                                | Credicard Hall                                |
| 19 settembre 2010                         | San Paolo                              | Brasile                                | Credicard Hall                                |
| 21 settembre 2010                         | Curitiba                               | Brasile                                | Expotrade Arena                               |
| 22 settembre 2010                         | Brasilia                               | Brasile                                | Ginásio Nilson Nelson                         |
| 24 settembre 2010                         | São Luís                               | Brasile                                | Centro Histórico                              |
| Europa – seconda tappa                    |                                        |                                        |                                               |
| 2 ottobre 2010                            | Istanbul                               | Turchia                                | Maçka Küçükçiftlik Park                       |
| 4 ottobre 2010                            | Tel Aviv                               | Israele                                | Nokia Arena                                   |
| 14 ottobre 2010                           | Chișinău                               | Moldavia                               | Stadio Zimbru                                 |
| 17 ottobre 2010                           | Amnéville                              | Francia                                | Galaxie Amnéville                             |
| 19 ottobre 2010                           | Digione                                | Francia                                | Le Zénith                                     |
| 20 ottobre 2010                           | Clermont-Ferrand                       | Francia                                | Le Zénith                                     |
| 22 ottobre 2010                           | Nantes                                 | Francia                                | Le Zénith                                     |
| 25 ottobre 2010                           | Sofia                                  | Bulgaria                               | Stadio Akademik                               |
| 27 ottobre 2010                           | Atene                                  | Grecia                                 | Stadio della pace e dell'amicizia             |
| 2 novembre 2010                           | Kiev                                   | Ucraina                                | International Expo Center                     |
| 4 novembre 2010                           | Odessa                                 | Ucraina                                | Sports Palace                                 |
| 10 novembre 2010                          | Zurigo                                 | Svizzera                               | Hallenstadion                                 |
| 12 novembre 2010                          | Mannheim                               | Germania                               | SAP Arena                                     |
| 13 novembre 2010                          | Colonia                                | Germania                               | Lanxess Arena                                 |
| 19 novembre 2010                          | Amburgo                                | Germania                               | O2 World                                      |
| 21 novembre 2010                          | Esch-sur-Alzette                       | Lussemburgo                            | Rockhal                                       |
| 25 novembre 2010                          | Norimberga                             | Germania                               | Nuremberg Arena                               |
| 27 novembre 2010                          | Dortmund                               | Germania                               | Westfalenhallen                               |
| Asia                                      |                                        |                                        |                                               |
| 10 febbraio 2011                          | Bangkok                                | Thailandia                             | Impact Arena                                  |
| Europa – terza tappa                      |                                        |                                        |                                               |
| 7 aprile 2011                             | Crans-Montana                          | Svizzera                               | Caprices Festival                             |
| 15 aprile 2011                            | Saarbrücken                            | Germania                               | Saarlandhalle                                 |
| 12 maggio 2011                            | San Pietroburgo                        | Russia                                 | Palazzo del ghiaccio                          |
| 14 maggio 2011                            | Krasnodar                              | Russia                                 | Dvorets Sporta OLYMP                          |
| 15 maggio 2011                            | Rostov sul Don                         | Russia                                 | Dvorets Sporta DON                            |
| 17 maggio 2011                            | Krasnojarsk                            | Russia                                 | Dvorets Sporta Yarygina                       |
| 19 maggio 2011                            | Novosibirsk                            | Russia                                 | Dvorets Sporta Sibir                          |
| 20 maggio 2011                            | Magnitogorsk                           | Russia                                 | Arena Metallurg                               |
| 22 maggio 2011                            | Omsk                                   | Russia                                 | Arena Omsk                                    |
| 24 maggio 2011                            | Kazan'                                 | Russia                                 | TatNeft Arena                                 |
| 26 maggio 2011                            | Mosca                                  | Russia                                 | Olimpijskij                                   |
| 30 maggio 2011                            | Vilnius                                | Lituania                               | Siemens Arena                                 |
| 3 giugno 2011                             | Ostrava                                | Rep. Ceca                              | Stadio Bazaly                                 |
| 4 giugno 2011                             | Bratislava                             | Slovacchia                             | Incheba Expo Aréna                            |
| 6 giugno 2011                             | Budapest                               | Ungheria                               | Budapest Sports Arena                         |
| 9 giugno 2011                             | Bucarest                               | Romania                                | Zone Arena                                    |
| 17 giugno 2011                            | Oberursel                              | Germania                               | Hessentag                                     |
| 18 giugno 2011                            | Clisson                                | Francia                                | Hellfest Summer Open Air                      |
| 22 giugno 2011                            | Friburgo in Brisgovia                  | Germania                               | Messe Freiburg                                |
| 24 giugno 2011                            | Dessel                                 | Belgio                                 | Graspop Metal Festival                        |
| 25 giugno 2011                            | Papenburg                              | Germania                               | Meyer Werft                                   |
| 1º luglio 2011                            | Tarnów                                 | Polonia                                | Mościce                                       |
| Asia – seconda tappa                      |                                        |                                        |                                               |
| 4 luglio 2011                             | Biblo                                  | Libano                                 | Byblos International Festival                 |
| 6 luglio 2011                             | Biblo                                  | Libano                                 | Byblos International Festival                 |
| 7 luglio 2011                             | Biblo                                  | Libano                                 | Byblos International Festival                 |
| Europa – quarta tappa                     |                                        |                                        |                                               |
| 11 luglio 2011                            | Berlino                                | Germania                               | Gendarmenmarkt (con l'orchestra)              |
| 14 luglio 2011                            | Carhaix                                | Francia                                | Vieilles Charrues Festival                    |
| 16 luglio 2011                            | Schweinfurt                            | Germania                               | Willy-Sachs-Stadion                           |
| 17 luglio 2011                            | Bielefeld                              | Germania                               | Ravensberger Park                             |
| 22 luglio 2011                            | Lappeenranta                           | Finlandia                              | Giardini del Saimaa                           |
| 23 luglio 2011                            | Tuuri                                  | Finlandia                              | Miljoona Rock                                 |
| 3 agosto 2011                             | Avenches                               | Svizzera                               | Rock Oz' Arenes                               |
| 5 agosto 2011                             | Colmar                                 | Francia                                | Theatre De Plein Air Parc Expos               |
| 30 settembre 2011                         | Donec'k                                | Ucraina                                | RSC Olimpiyskiy                               |
| 8 ottobre 2011                            | Cluj                                   | Romania                                | Cluj Arena                                    |
| Final Sting World Tour                    |                                        |                                        |                                               |
| Europa – quinta tappa                     |                                        |                                        |                                               |
| 4 novembre 2011                           | Ginevra                                | Svizzera                               | Arena di Ginevra                              |
| 11 novembre 2011                          | Lisbona                                | Portogallo                             | Pavilhão Atlântico                            |
| 14 novembre 2011                          | Lione                                  | Francia                                | Halle Tony Garnier                            |
| 16 novembre 2011                          | Tolone                                 | Francia                                | Zénith Omega                                  |
| 17 novembre 2011                          | Tolosa                                 | Francia                                | Le Zénith                                     |
| 19 novembre 2011                          | Bordeaux                               | Francia                                | Patinoire de Mériadeck                        |
| 20 novembre 2011                          | Montpellier                            | Francia                                | Parc & Suites Arena                           |
| 23 novembre 2011                          | Parigi                                 | Francia                                | Palais Omnisports de Paris-Bercy              |
| 25 novembre 2011                          | Rouen                                  | Francia                                | Zénith Rouen                                  |
| 26 novembre 2011                          | Bruxelles                              | Belgio                                 | Forest National                               |
| Europa – sesta tappa                      |                                        |                                        |                                               |
| 28 gennaio 2012                           | Tours                                  | Francia                                | Parc des expositions                          |
| 30 marzo 2012                             | Amiens                                 | Francia                                | Le Zénith                                     |
| 1º aprile 2012                            | Saint-Étienne                          | Francia                                | Le Zénith                                     |
| 2 aprile 2012                             | Chambéry                               | Francia                                | Le Phare                                      |
| 4 aprile 2012                             | Caen                                   | Francia                                | Le Zénith                                     |
| 6 aprile 2012                             | Rennes                                 | Francia                                | Music Hall                                    |
| 7 aprile 2012                             | Brest                                  | Francia                                | Penfeld                                       |
| 17 aprile 2012                            | San Pietroburgo                        | Russia                                 | Yubileyny Sports Palace                       |
| 19 aprile 2012                            | Novokuzneck                            | Russia                                 | Kuznetsk Metallurgists Sports Palace          |
| 21 aprile 2012                            | Ekaterinburg                           | Russia                                 | Dvorets Sporta KRK Uralets                    |
| 22 aprile 2012                            | Čeljabinsk                             | Russia                                 | Yunost Sport Palace                           |
| 24 aprile 2012                            | Samara                                 | Russia                                 | Dvorets Sporta CSK Air Force                  |
| 26 aprile 2012                            | Mosca                                  | Russia                                 | Crocus City Hall                              |
| 27 aprile 2012                            | Mosca                                  | Russia                                 | Crocus City Hall                              |
| 29 aprile 2012                            | Mosca                                  | Russia                                 | Crocus City Hall                              |
| 7 maggio 2012                             | Tel Aviv                               | Israele                                | Nokia Arena                                   |
| 12 maggio 2012                            | Stoccarda                              | Germania                               | Hanns-Martin-Schleyer-Halle                   |
| 13 maggio 2012                            | Francoforte sul Meno                   | Germania                               | Festhalle Frankfurt                           |
| Africa                                    |                                        |                                        |                                               |
| 24 maggio 2012                            | Rabat                                  | Marocco                                | OLM Souissi                                   |
| Europa – settima tappa                    |                                        |                                        |                                               |
| 26 maggio 2012                            | Nizza                                  | Francia                                | Palais Nikaia                                 |
| 28 maggio 2012                            | Le Mans                                | Francia                                | Antarès                                       |
| 30 maggio 2012                            | Clermont-Ferrand                       | Francia                                | Le Zénith                                     |
| 1º giugno 2012                            | Anversa                                | Belgio                                 | Sportpaleis                                   |
| 2 giugno 2012                             | Nancy                                  | Francia                                | Amphitheatre Exterieur                        |
| Nord America – seconda tappa              |                                        |                                        |                                               |
| 8 giugno 2012                             | Reno                                   | Stati Uniti                            | Reno Events Center                            |
| 9 giugno 2012                             | Mountain View                          | Stati Uniti                            | Shoreline Amphitheatre                        |
| 11 giugno 2012                            | West Valley City                       | Stati Uniti                            | USANA Amphitheatre                            |
| 12 giugno 2012                            | Morrison                               | Stati Uniti                            | Red Rocks Amphitheatre                        |
| 14 giugno 2012                            | Albuquerque                            | Stati Uniti                            | The Pavilion                                  |
| 15 giugno 2012                            | Phoenix                                | Stati Uniti                            | Comerica Theatre                              |
| 17 giugno 2012                            | Tucson                                 | Stati Uniti                            | Anselmo Valencia Tori Amphitheater            |
| 20 giugno 2012                            | San Diego                              | Stati Uniti                            | San Diego Sports Arena                        |
| 22 giugno 2012                            | Los Angeles                            | Stati Uniti                            | Staples Center                                |
| 23 giugno 2012                            | Las Vegas                              | Stati Uniti                            | Thomas & Mack Center                          |
| 26 giugno 2012                            | San Antonio                            | Stati Uniti                            | Alamodome                                     |
| 27 giugno 2012                            | Grand Prairie                          | Stati Uniti                            | Verizon Theatre at Grand Prairie              |
| 29 giugno 2012                            | Chicago                                | Stati Uniti                            | Charter One Pavilion                          |
| 30 giugno 2012                            | Milwaukee                              | Stati Uniti                            | Summerfest                                    |
| 2 luglio 2012                             | Toronto                                | Canada                                 | Molson Canadian Amphitheatre                  |
| 3 luglio 2012                             | Montréal                               | Canada                                 | Centre Bell                                   |
| 6 luglio 2012                             | Holmdel                                | Stati Uniti                            | PNC Bank Arts Center                          |
| 7 luglio 2012                             | Wantagh                                | Stati Uniti                            | Nikon at Jones Beach Theater                  |
| 9 luglio 2012                             | Uncasville                             | Stati Uniti                            | Mohegan Sun Arena                             |
| 11 luglio 2012                            | Filadelfia                             | Stati Uniti                            | Mann Center for the Performing Arts           |
| 12 luglio 2012                            | Columbia                               | Stati Uniti                            | Merriweather Post Pavilion                    |
| Europa – ottava tappa                     |                                        |                                        |                                               |
| 4 agosto 2012                             | Wacken                                 | Germania                               | Wacken Open Air                               |
| 31 agosto 2012                            | Breslavia                              | Polonia                                | Zajezdnia MPK                                 |
| Nord America – terza tappa                |                                        |                                        |                                               |
| 5 settembre 2012                          | Monterrey                              | Messico                                | Monterrey Arena                               |
| 6 settembre 2012                          | Città del Messico                      | Messico                                | Mexico City Arena                             |
| Sud America – seconda tappa               |                                        |                                        |                                               |
| 11 settembre 2012                         | Belo Horizonte                         | Brasile                                | Chevrolet Hall                                |
| 12 settembre 2012                         | Santa Cruz de la Sierra                | Bolivia                                | Estadio Ramón Tahuichi Aguilera               |
| 14 settembre 2012                         | Santiago                               | Cile                                   | Movistar Arena                                |
| 20 settembre 2012                         | San Paolo                              | Brasile                                | Credicard Hall                                |
| 21 settembre 2012                         | San Paolo                              | Brasile                                | Credicard Hall                                |
| Europa – nona tappa                       |                                        |                                        |                                               |
| 17 ottobre 2012                           | Smirne                                 | Turchia                                | Izmir Arena                                   |
| 19 ottobre 2012                           | Istanbul                               | Turchia                                | Maçka Küçükçiftlik Park                       |
| 21 ottobre 2012                           | Minsk                                  | Belgio                                 | Minsk-Arena                                   |
| 24 ottobre 2012                           | Charkiv                                | Ucraina                                | Palace of Sports                              |
| 27 ottobre 2012                           | Leopoli                                | Ucraina                                | Velotrek SKA                                  |
| 29 ottobre 2012                           | Kiev                                   | Ucraina                                | Palazzo dello sport                           |
| 31 ottobre 2012                           | Dnipropetrovs'k                        | Ucraina                                | Meteor Sport Complex                          |
| 7 novembre 2012                           | Lilla                                  | Francia                                | Zénith de Lille                               |
| 9 novembre 2012                           | Limoges                                | Francia                                | Zénith de Limoges                             |
| 10 novembre 2012                          | Pau                                    | Francia                                | Zénith de Pau                                 |
| 16 novembre 2012                          | Esch-sur-Alzette                       | Lussemburgo                            | Rockhal                                       |
| 21 novembre 2012                          | Digione                                | Francia                                | Zénith de Dijon                               |
| 22 novembre 2012                          | Reims                                  | Francia                                | Parc des Expositions                          |
| 24 novembre 2012                          | Strasburgo                             | Francia                                | Zénith de Strasbourg                          |
| 27 novembre 2012                          | Orléans                                | Francia                                | Zénith d'Orléans                              |
| 28 novembre 2012                          | Nantes                                 | Francia                                | Zénith de Nantes                              |
| 30 novembre 2012                          | Marsiglia                              | Francia                                | Le Dôme de Marseille                          |
| 1 dicembre 2012                           | Ischgl                                 | Austria                                | Sportplatz                                    |
| 8 dicembre 2012                           | Sandviken                              | Svezia                                 | Göransson Arena                               |
| 10 dicembre 2012                          | Oslo                                   | Norvegia                               | Telenor Arena                                 |
| 15 dicembre 2012                          | Oberhausen                             | Germania                               | König Pilsener Arena                          |
| 17 dicembre 2012                          | Monaco di Baviera                      | Germania                               | Olympiahalle                                  |
| Rock 'n' Roll Forever Tour                |                                        |                                        |                                               |
| Europa – decima tappa                     |                                        |                                        |                                               |
| 14 luglio 2013                            | Dnipropetrovs'k                        | Ucraina                                | Best City Festival                            |
| Asia – terza tappa                        |                                        |                                        |                                               |
| 26 luglio 2013                            | Biblo                                  | Libano                                 | Byblos International Festival                 |
| 27 luglio 2013                            | Biblo                                  | Libano                                 | Byblos International Festival                 |
| Europa – undicesima tappa                 |                                        |                                        |                                               |
| 11 settembre 2013                         | Atene                                  | Grecia                                 | Licabetto (MTV Unplugged)                     |
| 12 settembre 2013                         | Atene                                  | Grecia                                 | Licabetto (MTV Unplugged)                     |
| 14 settembre 2013                         | Atene                                  | Grecia                                 | Licabetto (MTV Unplugged)                     |
| 27 settembre 2013                         | Soči                                   | Russia                                 | Investforum                                   |
| 19 ottobre 2013                           | Minsk                                  | Bielorussia                            | Minsk Arena (con l'orchestra)                 |
| 22 ottobre 2013                           | Mosca                                  | Russia                                 | Crocus Hall (con l'orchestra)                 |
| 23 ottobre 2013                           | Mosca                                  | Russia                                 | Crocus Hall (con l'orchestra)                 |
| 26 ottobre 2013                           | Kazan'                                 | Russia                                 | TatNeft Arena (con l'orchestra)               |
| 29 ottobre 2013                           | San Pietroburgo                        | Russia                                 | Ice Arena (con l'orchestra)                   |
| 5 novembre 2013                           | Odessa                                 | Ucraina                                | Odessa Sports Palace (con l'orchestra)        |
| 7 novembre 2013                           | Kiev                                   | Ucraina                                | Opera Theatre (con l'orchestra)               |
| 9 novembre 2013                           | Vilnius                                | Lituania                               | Siemens Arena                                 |
| 10 novembre 2013                          | Riga                                   | Lettonia                               | Arena Riga                                    |
| 12 novembre 2013                          | Tallinn                                | Estonia                                | Saku Suurhall Arena                           |
| 13 novembre 2013                          | Helsinki                               | Finlandia                              | Hartwall-areena                               |
| 15 novembre 2013                          | Seinäjoki                              | Finlandia                              | Seinäjoki Arena                               |
| 16 November 2013                          | Oulu                                   | Finlandia                              | Oulun Energia Areena                          |
| 14 dicembre 2013                          | Bucarest                               | Romania                                | Romexpo                                       |
| 16 dicembre 2013                          | Sofia                                  | Bulgaria                               | Arena Armeec                                  |
| Europa – dodicesima tappa                 |                                        |                                        |                                               |
| 7 marzo 2014                              | Madrid                                 | Spagna                                 | Palacio de Vistalegre                         |
| 8 marzo 2014                              | Madrid                                 | Spagna                                 | Palacio de Vistalegre                         |
| 10 marzo 2014                             | Lisbona                                | Portogallo                             | Meo Arena                                     |
| 18 marzo 2014                             | Krasnodar                              | Russia                                 | Baskethall (con l'orchestra)                  |
| 22 marzo 2014                             | Rostov sul Don                         | Russia                                 | Palazzo dello sport (con l'orchestra)         |
| 24 marzo 2014                             | Volgograd                              | Russia                                 | Palazzo dello sport (con l'orchestra)         |
| 26 marzo 2014                             | Saratov                                | Russia                                 | Palazzo dello sport (con l'orchestra)         |
| 28 marzo 2014                             | Nižnij Novgorod                        | Russia                                 | Palazzo dello sport (con l'orchestra)         |
| 30 marzo 2014                             | Samara                                 | Russia                                 | Palazzo dello sport (con l'orchestra)         |
| 2 aprile 2014                             | Ekaterinburg                           | Russia                                 | Palazzo dello sport (con l'orchestra)         |
| Medio Oriente                             |                                        |                                        |                                               |
| 5 aprile 2014                             | Sakhier                                | Bahrein                                | Gran Premio del Bahrein di Formula 1          |
| Europa – tredicesima tappa                |                                        |                                        |                                               |
| 28 aprile 2014                            | Kempten                                | Germania                               | bigBOX Allgäu (MTV Unplugged)                 |
| 29 aprile 2014                            | Monaco di Baviera                      | Germania                               | Olympiahalle (MTV Unplugged)                  |
| 1º maggio 2014                            | Colonia                                | Germania                               | Lanxess Arena (MTV Unplugged)                 |
| 2 maggio 2014                             | Amburgo                                | Germania                               | O2 World (MTV Unplugged)                      |
| 4 maggio 2014                             | Stoccarda                              | Germania                               | Hanns-Martin-Schleyer-Halle (MTV Unplugged)   |
| 13 giugno 2014                            | Murten                                 | Svizzera                               | Stars of Sounds                               |
| 16 giugno 2014                            | Budapest                               | Ungheria                               | Piazza degli Eroi                             |
| 20 giugno 2014                            | Vitoria                                | Spagna                                 | Azkena Rock Festival                          |
| 11 luglio 2014                            | Rättvik                                | Svezia                                 | Dalhalla                                      |
| 12 luglio 2014                            | Lahti                                  | Finlandia                              | Lahti Festivals                               |
| 18 luglio 2014                            | Piazzola sul Brenta (Padova)           | Italia                                 | Hydrogen Festival                             |
| 26 luglio 2014                            | Kuopio                                 | Finlandia                              | Kuopiorock Festival                           |
| 1 agosto 2014                             | Schwarlsee (Graz)                      | Austria                                | Seerock-Festival                              |
| 13 settembre 2014                         | La Courneuve                           | Francia                                | Fête de l'humanité                            |
| 27 novembre 2014                          | Rotterdam                              | Paesi Bassi                            | Ahoy Rotterdam                                |
| 29 novembre 2014                          | Bruxelles                              | Belgio                                 | Palais 12                                     |
| Return to Forever / 50th Anniversary Tour |                                        |                                        |                                               |
| Asia – quarta tappa                       |                                        |                                        |                                               |
| 1º maggio 2015                            | Zhenjiang                              | Cina                                   | Chang Jiang International Music Festival      |
| Europa – quattordicesima tappa            |                                        |                                        |                                               |
| 8 maggio 2015                             | Pardubice                              | Rep. Ceca                              | ČEZ Aréna                                     |
| 9 maggio 2015                             | Łódź                                   | Polonia                                | Atlas Arena                                   |
| 14 maggio 2015                            | Novosibirsk                            | Russia                                 | Ice Palace "Siberia"                          |
| 16 maggio 2015                            | Tjumen'                                | Russia                                 | Sports Palace                                 |
| 18 maggio 2015                            | Ekaterinburg                           | Russia                                 | Arena "Uralets"                               |
| 20 maggio 2015                            | Perm'                                  | Russia                                 | Sport Palace "Molot"                          |
| 25 maggio 2015                            | San Pietroburgo                        | Russia                                 | Ice Palace                                    |
| 27 maggio 2015                            | Mosca                                  | Russia                                 | Olimpiyskiy                                   |
| 29 maggio 2015                            | Ufa                                    | Russia                                 | Ufa Arena                                     |
| 31 maggio 2015                            | Kazan'                                 | Russia                                 | Tatneft Arena                                 |
| 3 giugno 2015                             | Nižnij Novgorod                        | Russia                                 | Stadium "Trud"                                |
| 5 giugno 2015                             | Voronež                                | Russia                                 | Ice Palace Sports                             |
| 7 giugno 2015                             | Krasnodar                              | Russia                                 | Basket Hall                                   |
| 10 giugno 2015                            | Minsk                                  | Bielorussia                            | Minsk-Arena                                   |
| 20 giugno 2015                            | Clisson                                | Francia                                | Hellfest Summer Open Air                      |
| 21 giugno 2015                            | Dessel                                 | Belgio                                 | Graspop Metal Festival                        |
| 2 luglio 2014                             | Hérouville-Saint-Clair                 | Francia                                | Festival Beauregard                           |
| 18 luglio 2015                            | Sion                                   | Svizzera                               | Plaine de Tourbillon (con i Gotthard)         |
| 19 luglio 2015                            | Saint-Julien-en-Genevois               | Francia                                | Guitare en scene                              |
| 23 luglio 2015                            | Barcellona                             | Spagna                                 | Rock Fest                                     |
| 25 luglio 2015                            | Maidstone                              | Regno Unito                            | Ramblin' Man Fair (Mote Park)                 |
| 31 luglio 2015                            | Hamina                                 | Finlandia                              | Bastioni                                      |
| 1º agosto 2015                            | Jakobstad                              | Finlandia                              | Keskuskentta                                  |
| Asia – quinta tappa                       |                                        |                                        |                                               |
| 7 agosto 2015                             | Incheon                                | Corea del Sud                          | Pentaport Rock Festival                       |
| Europa – quindicesima tappa               |                                        |                                        |                                               |
| 21 agosto 2015                            | Coburgo                                | Germania                               | Piazza del Palazzo                            |
| Nord America – quarta tappa               |                                        |                                        |                                               |
| 10 settembre 2015                         | Boston                                 | Stati Uniti                            | Blue Hills Bank Pavilion                      |
| 12 settembre 2015                         | New York                               | Stati Uniti                            | Barclays Center                               |
| 13 settembre 2015                         | Gilford                                | Stati Uniti                            | Meadwobrook                                   |
| 16 settembre 2015                         | Moncton                                | Canada                                 | Moncton Coliseum                              |
| 18 settembre 2015                         | Toronto                                | Canada                                 | Molson Canadian Amphitheatre                  |
| 19 settembre 2015                         | Montréal                               | Canada                                 | Centre Bell                                   |
| 22 settembre 2015                         | Columbus                               | Stati Uniti                            | LC Pavilion                                   |
| 23 settembre 2015                         | Cleveland                              | Stati Uniti                            | Jacobs Pavilion at Nautica                    |
| 25 settembre 2015                         | Windsor                                | Canada                                 | Caesars Windsor                               |
| 26 settembre 2015                         | Chicago                                | Stati Uniti                            | Allstate Arena                                |
| 29 settembre 2015                         | Denver                                 | Stati Uniti                            | Fiddlers Green Amphittheatre                  |
| 1º ottobre 2015                           | San Jose                               | Stati Uniti                            | SAP Center                                    |
| 3 ottobre 2015                            | Los Angeles                            | Stati Uniti                            | The Forum                                     |
| 6 ottobre 2015                            | Santa Barbara                          | Stati Uniti                            | Santa Barbara Bowl                            |
| 7 ottobre 2015                            | Paradise                               | Stati Uniti                            | Hard Rock Hotel & Casino Paradise             |
| 9 ottobre 2015                            | Seattle                                | Stati Uniti                            | ShoWare Center                                |
| Europa – sedicesima tappa                 |                                        |                                        |                                               |
| 9 novembre 2015                           | Roma                                   | Italia                                 | PalaLottomatica                               |
| 11 novembre 2015                          | Milano                                 | Italia                                 | Mediolanum Forum                              |
| 13 novembre 2015                          | Trieste                                | Italia                                 | PalaTrieste                                   |
| 21 novembre 2015                          | Lilla                                  | Francia                                | Zenith                                        |
| 22 novembre 2015                          | Anversa                                | Belgio                                 | Sport Palais                                  |
| 24 novembre 2015                          | Parigi                                 | Francia                                | Bercy Arena                                   |
| 26 novembre 2015                          | Strasburgo                             | Francia                                | Zenith Europe                                 |
| 28 novembre 2015                          | Zurigo                                 | Svizzera                               | Hallenstadion                                 |
| 30 novembre 2015                          | Lione                                  | Francia                                | Hall Tony Garnier                             |
| 1º dicembre 2015                          | Montpellier                            | Francia                                | Park & Suites Arena                           |
| 3 dicembre 2015                           | Bordeaux                               | Francia                                | Patinoire Meradeck                            |
| 4 dicembre 2015                           | Tolosa                                 | Francia                                | Zenith                                        |
| 6 dicembre 2015                           | Grenoble                               | Francia                                | Palazzo dello sport                           |
| 8 dicembre 2015                           | Ginevra                                | Svizzera                               | Arena di Ginevra                              |
| Europa – diciassettesima tappa            |                                        |                                        |                                               |
| 17 febbraio 2016                          | Odessa                                 | Ucraina                                | Odessa Sports Palace                          |
| 19 febbraio 2016                          | Kiev                                   | Ucraina                                | Palace of Sports                              |
| 22 febbraio 2016                          | Riga                                   | Lettonia                               | Arena Riga                                    |
| 24 febbraio 2016                          | Kaunas                                 | Lituania                               | Žalgirio Arena                                |
| 27 febbraio 2016                          | Praga                                  | Rep. Ceca                              | O2 Arena                                      |
| 29 febbraio 2016                          | Budapest                               | Ungheria                               | Budapest Sports Arena                         |
| 2 marzo 2016                              | Košice                                 | Slovacchia                             | Steel Aréna                                   |
| 4 marzo 2016                              | Cracovia                               | Polonia                                | Kraków Arena                                  |
| 12 marzo 2016                             | Esch-sur-Alzette                       | Lussemburgo                            | Rockhal                                       |
| 14 marzo 2016                             | Stoccarda                              | Germania                               | Hanns-Martin-Schleyer-Halle                   |
| 16 marzo 2016                             | Monaco di Baviera                      | Germania                               | Olympiahalle                                  |
| 18 marzo 2016                             | Dortmund                               | Germania                               | Westfalenhallen                               |
| 19 marzo 2016                             | Mannheim                               | Germania                               | SAP Arena                                     |
| 21 marzo 2016                             | Amburgo                                | Germania                               | O2 World                                      |
| 23 marzo 2016                             | Berlino                                | Germania                               | O2 World                                      |
| 24 marzo 2016                             | Lipsia                                 | Germania                               | Arena Leipzig                                 |
| 26 marzo 2016                             | Francoforte sul Meno                   | Germania                               | Festhalle Frankfurt                           |
| 27 marzo 2016                             | Colonia                                | Germania                               | Lanxess Arena                                 |
| Nord America – quinta tappa               |                                        |                                        |                                               |
| 6 maggio 2016                             | Concord (Carolina del Nord)            | Stati Uniti                            | Carolina Rebellion                            |
| 7 maggio 2016                             | Atlanta                                | Stati Uniti                            | Chastain Park                                 |
| 9 maggio 2016                             | Nashville                              | Stati Uniti                            | Grand Ole Opry                                |
| 10 maggio 2016                            | Saint Louis (Missouri)                 | Stati Uniti                            | Fox Theatre                                   |
| 13 maggio 2016                            | Las Vegas                              | Stati Uniti                            | The Joint                                     |
| 14 maggio 2016                            | Las Vegas                              | Stati Uniti                            | The Joint                                     |
| 18 maggio 2016                            | Las Vegas                              | Stati Uniti                            | The Joint                                     |
| 20 maggio 2016                            | Las Vegas                              | Stati Uniti                            | The Joint                                     |
| 21 maggio 2016                            | Las Vegas                              | Stati Uniti                            | The Joint                                     |
| 24 maggio 2016                            | El Paso                                | Stati Uniti                            | Don Haskins Arena                             |
| 25 maggio 2016                            | Albuquerque                            | Stati Uniti                            | Isleta Amphitheater                           |
| 28 maggio 2016                            | Pryor Creek                            | Stati Uniti                            | Rocklahoma                                    |
| 29 maggio 2016                            | San Antonio                            | Stati Uniti                            | River City Rockfest                           |
| 1º giugno 2016                            | Monterrey                              | Messico                                | Monterrey Arena                               |
| 3 giugno 2016                             | Città del Messico                      | Messico                                | Mexico City Arena                             |
| 4 giugno 2016                             | Zapopan                                | Messico                                | Telmex Auditorium                             |
| Europa – diciottesima tappa               |                                        |                                        |                                               |
| 18 giugno 2016                            | Hinwil                                 | Svizzera                               | Rock The Ring                                 |
| 20 giugno 2016                            | Tilloloy                               | Francia                                | Château de Tilloloy                           |
| 23 giugno 2016                            | Copenaghen                             | Danimarca                              | Copenhell Festival                            |
| 28 giugno 2016                            | Lisbona                                | Portogallo                             | MEO Arena                                     |
| 30 giugno 2016                            | Bilbao                                 | Spagna                                 | Arena Miribilla                               |
| 2 luglio 2016                             | Cordova                                | Spagna                                 | Plaza de Toros                                |
| 3 luglio 2016                             | Madrid                                 | Spagna                                 | Palacio de Deportes de la Comunidad de Madrid |
| Asia – sesta tappa                        |                                        |                                        |                                               |
| 14 luglio 2016                            | Tel Aviv                               | Israele                                | Yad-Eliyahu Arena                             |
| Europa – diciannovesima tappa             |                                        |                                        |                                               |
| 17 luglio 2016                            | Sofia                                  | Bulgaria                               | Arena Armeec                                  |
| 20 luglio 2016                            | Atene                                  | Grecia                                 | Plateia Nerou Faliro                          |
| 29 luglio 2016                            | Kaarina                                | Finlandia                              | Hovirinnan Ranta                              |
| 30 luglio 2016                            | Nilsiä                                 | Finlandia                              | Tahko Spa Arena                               |

## Canzoni eseguite
- Da In Trance: In Trance, Top of the Bill
- Da Fly to the Rainbow:  Speedy's Coming
- Da Virgin Killer: Pictured Life, Catch Your Train
- Da Taken by Force: Steamrock Fever, We'll Burn the Sky, He's a Woman - She's a Man
- Da Lovedrive: Loving You Sunday Morning, Another Piece of Meat, Always Somewhere, Coast to Coast, Is There Anybody There?, Holiday
- Da Animal Magnetism: Make It Real, The Zoo, Animal Magnetism
- Da Blackout: Blackout, No One Like You, Dynamite, Arizona, When the Smoke Is Going Down
- Da Love at First Sting: Bad Boys Running Wild, Rock You Like a Hurricane, I'm Leaving You, Coming Home, Big City Nights, Crossfire, Still Loving You
- Da World Wide Live: Six String Sting
- Da Savage Amusement: Rhythm of Love
- Da Crazy World: Tease Me Please Me, Wind of Change, Hit Between the Eyes, Crazy World, Send Me an Angel
- Da Face the Heat: Alien Nation, (Marie's the Name) His Latest Flame
- Da Live Bites: Living for Tomorrow
- Da Pure Instinct: You and I
- Da Moment of Glory: We Don't Own the World, Midnight in Moscow
- Da Acoustica: Dust in the Wind
- Da Unbreakable: New Generation, Love 'em or Leave 'em
- Da Humanity: Hour I: The Game of Life, 321
- Da Live at Wacken Open Air 2006: Kottak Attack
- Da Sting in the Tail: Raised on Rock, Sting in the Tail, The Good Die Young, The Best Is Yet to Come
- Da Comeblack: Tainted Love
- Da Return to Forever: Going Out with a Bang, We Built This House, Rock 'n' Roll Band , Eye of the Storm

## Scaletta tipo

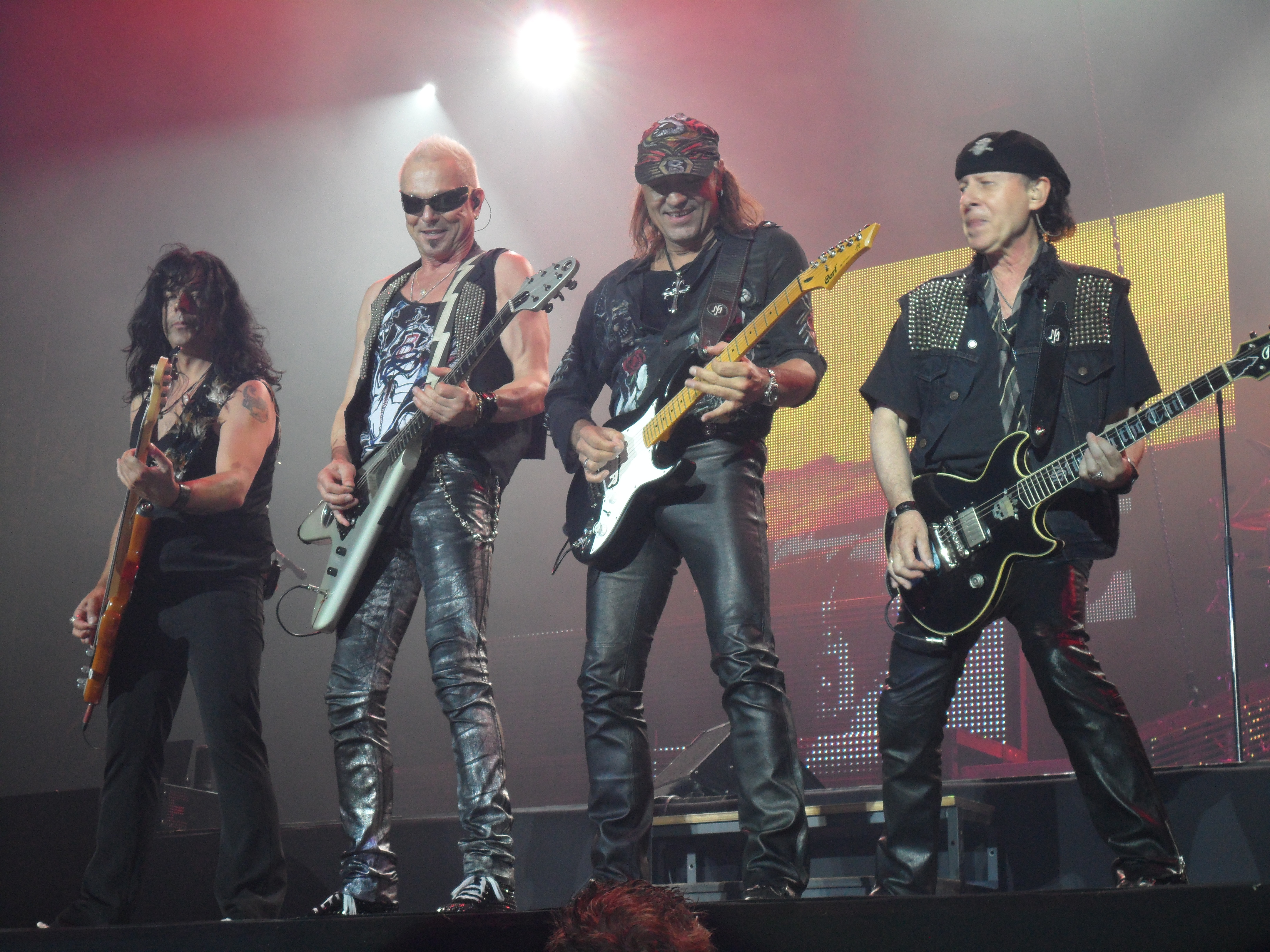
Gli Scorpions al Graspop Metal Festival di Dessel, Belgio, il 24 giugno 2011, durante l'esecuzione di Coast to Coast.

### Get Your Sting and Blackout World Tour(2010-14)
1. Sting in the Tail
2. Make It Real
3. Is There Anybody There? / Bad Boys Running Wild
4. The Zoo
5. Coast to Coast
6. Loving You Sunday Morning
7. Living for Tomorrow (in Russia)
8. The Best Is Yet to Come / Rhytm of Love
9. Send Me an Angel / Always Somewhere
10. Holiday
11. Raised on Rock
12. Tease Me Please Me
13. Hit Between the Eyes / Dynamite
14. Kottak Attack
15. Blackout
16. Six String Sting
17. Big City Nights

Encore
1. Still Loving You
2. Wind of Change
3. No One Like You (in America)
4. Rock You Like a Hurricane
5. When the Smoke Is Going Down (occasionalmente)

### Return to Forever / 50th Anniversary Tour(2015-16)
1. Going Out with a Bang
2. Make It Real
3. Is There Anybody There? (eliminata dopo il 10 giugno)
4. The Zoo
5. Coast to Coast
6. 70's Medley: Top of the Bill, Steamrock Fever, Speedy's Coming, Catch Your Train
7. We Built This House
8. Delicate Dance
9. Always Somewhere
10. Eye of the Storm
11. Send Me an Angel
12. Wind of Change
13. Rock 'n' Roll Band / Raised on Rock
14. Dynamite
15. In the Line of Fire
16. Kottak Attack
17. Crazy World / No One Like You
18. Blackout
19. Big City Nights

Encore
1. Still Loving You
2. Rock You Like a Hurricane

## MTV Unplugged - Live in Athens
1. Sting in the Tail
2. Can't Live Without You
3. Pictured Life
4. Speedy's Coming
5. Born To Touch Your Feelings
6. The Best Is Yet To Come
7. Dancing With The Moonlight (nuova canzone)
8. In Trance
9. When You Came Into My Life
10. Delicate Dance (nuova canzone) (Matthias Jabs solista)
11. Love Is The Answer (nuova canzone) (Rudolf Schenker solista)
12. Follow Your Heart (nuova canzone) (Klaus Meine solista)
13. Send Me an Angel
14. Where the River Flows
15. Passion Rules the Game
16. Rock You Like a Hurricane
17. Hit Between The Eyes

Medley percussioni:
1. Rock & Roll Band (nuova canzone)
2. Blackout

Encore:
1. Still Loving You
2. Bic City Nights
3. Wind of Change
4. No One Like You
5. When The Smoke Is Going Down

Encore 2:
1. Holiday (eseguita solamente il 12 settembre 2013)

### Ospiti - MTV Unplugged
Musicisti addizionali:
- Mikael Nord Andersson (chitarre, mandolino etc.)
- Martin Hansen (chitarre, cori etc.)
- Ola Hjelm (chitarre, cori)
- Hans Gardemar (tastiere etc.)
- PITTI Hecht (percussioni)
- The Strings from Heaven (strumenti a corda)
- Dimitra Kokkori (voce)

Cantanti ospiti:
- 11, 12 ,14 settembre 2013 - Morten Harket in Wind of Change
- 11, 12, 14 settembre 2013 - Johannes Strate (Revolverheld) in Rock You Like a Hurricane
- 11, 12, 14 settembre 2013- CÄTHE in In Trance

## Ospiti speciali

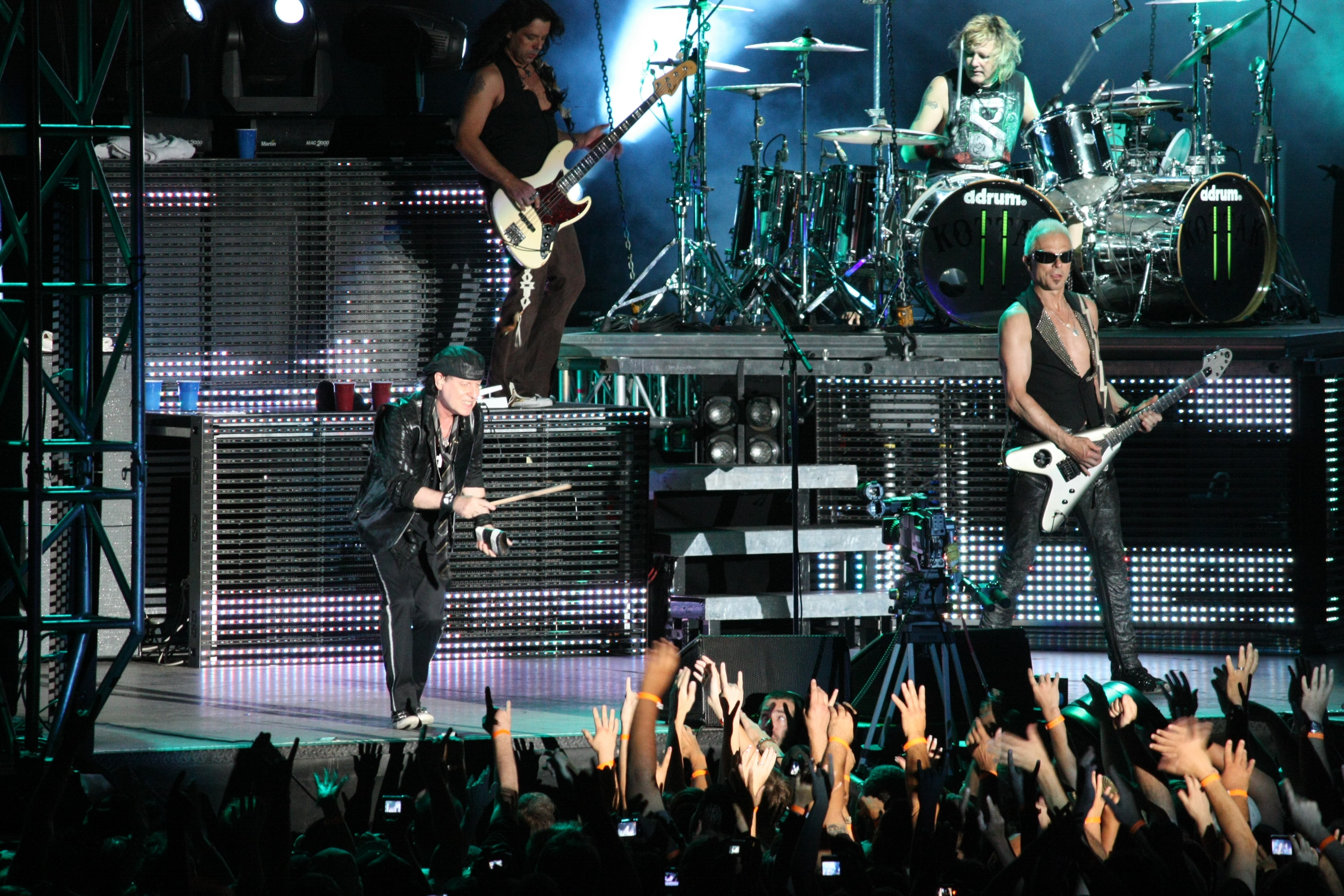
Gli Scorpions in concerto a West Sacramento, negli Stati Uniti, il 4 agosto 2010 (serata in cui si alternarono sul palco diversi ospiti speciali)

- 19 giugno 2010 - Vince Neil in Another Piece of Meat
- 24 luglio 2010 - Michael Schenker in Another Piece of Meat e Herman Rarebell in No One Like You
- 3 agosto 2010 - Vinnie Paul in No One Like You
- 4 agosto 2010 - Jeff Keith dei Tesla e Stephen Pearcy dei Ratt in Rock You Like a Hurricane e Warren DeMartini e Bobby Blotzer dei Ratt in No One Like You
- 7 agosto 2010 - Don Dokken in No One Like You
- 16 agosto 2010 - Tesla in Another Piece of Meat
- 21 agosto 2010 - Michael Schenker in Another Piece of Meat e Carmine Appice in No One Like You
- 11 settembre 2010 - Andreas Kisser dei Sepultura in Rock You Like a Hurricane
- 21 novembre 2010 - Herman Rarebell in No One Like You
- 2 giugno 2012 - Uli Jon Roth in We'll Burn the Sky
- 22 luglio 2011 - Tarja Turunen in The Good Die Young
- 19 ottobre 2013 - "The Presidential Orchestra of the Republic of Belarus"
- 22, 23, 26 & 29 ottobre 2013 - "SOFIA Symphony Orchestra" (da Mosca)
- 5 e 7 novembre 2013 - "National Symphony Orchestra of Ukraine"
- 18, 22, 24, 26, 28, 30 marzo 2014 - "Krasnodar Philharmonic Orchestra"
- 2 aprile 2014 - "Chamber Orchestra B-A-C-H"
- 5 aprile 2014 - Marc Cross in sostituzione di James Kottak alla batteria
- 28, 29 aprile; 1, 2, 4 maggio; 13, 16, 20 giugno; 11, 12, 18, 26 luglio; 1º agosto e 23 settembre 2014 - Johan Franzon in sostituzione di James Kottak alla batteria

## Band di supporto
- 2010 - Edguy (ospiti speciali nelle date in Germania), Karelia, Cinderella, Ratt, Great White, Dokken ed altri
- 2011 - My inner Burning ed altri
- 2012 - The Electric Ducks (nelle date in Francia), 12 & 13 maggio, 15 & 17 dicembre 2012 - Eisbrecher, 8 dicembre 2012 - Sandviken - Skunk Anansie, date in Nord America: Tesla, Queensrÿche ed altri
- 13 novembre 2013 - Accept (ospiti speciali)
- 13 giugno 2014 - Gotthard
- 16 giugno 2014 - Omega
- 18 luglio 2014 - H.E.A.T
- 9 novembre 2015 - Rhapsody of Fire
- 21, 24, 26, 30 novembre, 1, 3,4, 6, 8 dicembre - Europe (ospiti speciali)
- 2016 - Queensrÿche (ospiti speciali nelle date in America)
- 2016 - Beyond the Black (ospiti speciali nelle date in Germania)

## Blu-ray 3D / Doppio album dal vivo
- Scorpions Live In 3D - Get Your Sting and Blackout (concerto del 15 aprile 2011 - Saarbrücken, Saarlandhalle)

## Documentario
Tra il 2010 e il 2014 il tour è stato seguito dalla TV Deutsche Welle in collaborazione con la ZDF, per la regia di Katja von Garnier, per la realizzazione di un documentario.
Intitolato Forever and a Day, il film è stato proiettato in anteprima esclusiva a Berlino il 7 febbraio 2015, per poi venire distribuito nei cinema di tutto il mondo il 16 e il 17 giugno.
Il documentario è stato pubblicato in DVD e Blu-ray Disc nell'agosto 2015.

## Incassi
- 2010: $35.4 milioni in 76 concerti[8]
- 2011: $29.5 milioni in 45 concerti[9]
- 2012: $32.7 milioni in 74 concerti[10]
- 2014: $7.4 milioni in 17 concerti[11]
- 2015: $22.4 milioni in 51 concerti[12]

Total disponibile degli incassi: 127.4 milioni in 263 concerti

## Date cancellate/rinviate
- 20 aprile 2010 - Minsk, Bielorussia - Minsk Arena (rinviata al 29 aprile a causa di problemi di volo del batterista James Kottak)
- 30 giugno 2010 - Columbus - Lifestyle Communities Pavilion (cancellata a causa di un malore di Klaus Meine)
- 6 ottobre 2010 - Atene, Grecia - Peace and Friendship Stadium (rinviata al 27 ottobre a causa di un malore di Klaus Meine)
- 9 ottobre 2010 - Sofia, Bulgaria - Akademik Stadium (rinviata al 25 ottobre a causa di un malore Klaus Meine)
- 22 novembre 2011 - Tours, Francia - Parc des expositions (rinviata al 10 dicembre a causa di un malore di Klaus Meine)
- 10 dicembre 2011 - Tours, Francia - Parc des expositions (rinviata al 28 gennaio a causa di un malore di Klaus Meine)
- 9 aprile 2012 - Lilla, Francia - Zénith Arena (rinviata al 7 novembre a causa di un malore di Klaus Meine)
- 10 aprile 2012 - Reims, Francia - Parc des Expositions (rinviata al 22 novembre a causa di un malore di Klaus Meine)
- 12 aprile 2012 - Limoges, Francia - Zénith (rinviata al 9 novembre a causa di un malore di Klaus Meine)
- 13 aprile 2012 - Pau, Francia - Zénith (rinviata al 10 dicembre a causa di un malore di Klaus Meine)
- 10 settembre 2012 - Belo Horizonte, Brasile - Chevrolet Hall (rinviata al giorno successivo a causa di problemi tecnici)
- 18 settembre 2012 - Asunción, Paraguay - Jockey Club del Paraguay (cancellata causa maltempo)
- 13 ottobre 2012 - Monaco di Baviera, Germania - Olympiahalle (rinviata al 17 dicembre a causa di ritardi nella costruzione dell'impianto)
- 15 agosto 2015 - Eckernförde, Germania - Rock am Strand (cancellata a causa di motivi tecnici con il palco)
- 3 novembre 2015 - Berlino, Germania (cancellata a causa di motivi tecnici e di attrezzatura)